# 永沢君
『永沢君』（ながさわくん）は、さくらももこ作の漫画。小学館の『ビッグコミックスピリッツ』及び『ビッグコミックスピリッツ21』に連載された。連載期間は1993年1月から1995年5月まで。全18話からなり、1995年5月には全1巻の単行本が小学館から発売された。
その後、『ビッグコミックスピリッツ』1996年2・3合併号から1997年8号にかけて、『4コマ!!永沢君』と小説『永沢君の詳細』が連載された。この2作品は10年以上も単行本化がなされないまま推移したが、2013年5月に『永沢君の思い出 4コマ』『藤木と小杉がインタビュー！』『永沢ッ子新聞』『神のちからっ子新聞』『永沢と藤木の ぶらりふたり旅』『ぶらり大プレゼント』等といった関連作品などをまとめた『てんこ盛り!!永沢君』に収録される形で小学館によって単行本化された。
2019年2月には、集英社から単行本の新装版と、『てんこ盛り!!永沢君』の増補版となる『永沢君、推し!!』が発売された。

## 内容
『ちびまる子ちゃん』の登場キャラクターのひとり永沢を主人公におき、彼とその周りの人達の中学校生活を描いている。舞台は「清水市立桜中学校」。時間軸は、『ちびまる子ちゃん』本編から6年後（永沢たちが中学校3年生の時期）。『ちびまる子ちゃん』同様、進級させない設定で連載された（最終回と、小説「永沢君の詳細」は除く）。中学生男子の行動を視点にした作品であり、青年誌ならではのブラックユーモアや下ネタともとれるギャグが多く、『ちびまる子ちゃん』とは異なる作風で楽しめる内容になっている。第1話の初めは、『ちびまる子ちゃん』の第1話と似たような始まり方になっている。『ちびまる子ちゃん』で用いられた、ナレーションが登場人物にツッコミを入れる手法は受け継がれていない。
『4コマ!!永沢君』では、本編では描かれなかったエピソードが補完されたほか、初めて名前が明かされた登場人物もいる。小説『永沢君の詳細』では、永沢家の過去（『ちびまる子ちゃん』以前）のエピソードが綴られた。

## 主な登場人物
本作は名字または下の名前のみの設定が多く、『ちびまる子ちゃん』でも登場する人物のフルネームについては、同作における設定も併用している。他の同級生が成長に伴う頭身の引き上げが行われているのに対し、永沢・藤木・小杉の3名は、低めの頭身のままで描かれていることが多い。本作の登場人物は、オリジナルキャラクターの割合が大半を占めており、作者やアニメ『ちびまる子ちゃん』の設定資料で実在人物と明言されているキャラクターの出番は、回想シーンを含めても数えるほどしかない。

### 『ちびまる子ちゃん』で既出の登場人物
永沢 君男（ながさわ きみお）
この漫画の主人公。作中では「永沢君」「永沢」と呼ばれる場合が多い。母親からは「おにいちゃん」と呼ばれている。
特徴的なタマネギ頭に、サイズの小さな学生帽を着用している。体重は43kg。6月6日生まれ。父親、弟の太郎も同様にタマネギ頭である。かなりの毒舌家で、結構嫌味な性格。しかしゲヘ相手にエロ本を借りた義理を果たすなど最低限の良識は持ち合わせている。おだてられて赤面したり、ラジオのハガキ投稿での不手際などによる傷心から自室で涙を流すなどの情緒的な面を垣間見せることもある。名前の由来は、父親の秀夫が直感的に「永沢君、男!!」と発言したのが発端。赤ん坊の頃の第一声は「いやだ」で、この頃から憎たらしい雰囲気を放っており、幼年期に両親から十分な愛情を注がれず、弟に「太郎」の名がつけられる一因にもなった。お笑いが好きで、ラジオのギャグ投稿コーナーにハガキを出したことも。ペンネームは「キンタマネギ男（お）」。「キジフ・ゲルーシ」と言うハガキ職人に憧れている（正体は藤木）。投稿したハガキが宛先間違いで戻ってきたところを母親に読まれてしまい、その内容とペンネームで泣かれた事がある。藤木・小杉とは友人ではあるが二人を見下しており、ことあるごとに貶めている。小学3年生の頃に自分の家が火事になり、火がトラウマになっていたが、よその家が火事になろうが冷静でいられることに気付き克服している。城ヶ崎姫子に好かれているが気付いておらず、むしろ姫子のことは好きではないらしい。修学旅行以来、同じお笑い好きな野口のことが気になっている。
最終話（第18話）で志望校に落ちてしまい、今まで自分があざ笑っていた連中（倉田、川口、ゲヘ、カツヤン）ばかりと一緒になる第二志望の高校に行くことになる。仲の良かった藤木や小杉とは違う高校に行くことになり、卒業式で藤木・小杉から「学校が変わっても友達だ」との励ましを受けるが、彼らの内心を察して嫌味で返答する。永沢本人も受験の失敗を悔しがるのみで、藤木・小杉と離れた寂しさは感じていなかった。バレンタインには、「H・J」なる人物（城ヶ崎姫子）からチョコを靴箱に入れられたが、永沢は「H・J」を、ヒデじいだと思ってしまった。
本作での詰襟姿が、未来の永沢としてアニメ『ちびまる子ちゃん』に逆輸入されたこともある。ラジオのハガキ投稿に関わる話は、2022年の舞台「ちびまる子ちゃん THE STAGE（まるステ）」にも使われている（ただし、ペンネームの「キンタマネギ男」は別の名前に差し替えられた）。
藤木 茂（ふじき しげる）
永沢とは小学3年生の頃から仲良し。基本的にいい奴な反面、いざという時は卑怯な性格。
本人は「卑怯者はスパイになれる」と言って開き直っている。英語で3点をとるなど学業は不得意な反面、ユーモアセンスに富んでいてかなり永沢も憧れるほどのハガキ職人でもある。ペンネームは本名をもじった「キジフ・ゲルーシ」。当初永沢は正体が藤木であることを知らなかったが、それを知った時は「たかが藤木君のギャグで笑った自分が憎い」と強いショックを受けていた。
小学生時代から笹山かず子が好きだったが、修学旅行以来一緒の班だった堀こずえが気になっている。また、バレンタインデーには「K・H」と名乗る人物からチョコレートを貰っているが永沢君からは平岡くさよだと言われた。
最終話では小杉（と城ヶ崎）とは同じ高校に行くことになるが、永沢は落ちたため卒業後は離れることになる。内心では永沢に愛想を尽かしていた節があり、小杉に永沢の長所を挙げることが出来ず、永沢と高校が離れた時には安堵の表情を浮かべていた。本編・4コマを通して最低でも二度小杉を裏切っておきながら内心で高校でも小杉との縁が続くことを嘆くふてぶてしい面がある。
本作での詰襟姿が、未来の藤木としてアニメ『ちびまる子ちゃん』に逆輸入されたこともある。ハガキ職人「キジフ・ゲルーシ」として活躍している設定は、舞台「まるステ」にも使われている。
小杉 太（こすぎ ふとし）
永沢・藤木と同じクラス。小学生時代と同様の肥満体型で、体重は永沢の倍の86kg。大らかで性格は良いが、永沢曰く愚鈍。
永沢とは小学3年生のときから同じクラスにいたことになっているが、仲良くなったのは中学の頃からである。永沢・藤木とは友人だが永沢の思いやりのなさに辟易している。一度もてたいためにやせようとしたことがあるが結局はやせていない。修学旅行中に永沢から精神的な攻撃を受け続けたこともあり、永沢と高校が離れた際には藤木と同様に安堵の笑顔を浮かべていた。4コマ版では、藤木の卑怯さに愛想を尽かして仲違いしたこともある（その後、いつの間にか仲直りしている）。
食いしん坊で厚かましいという『ちびまる子ちゃん』において特徴的な性格設定は、本作では描写されていない。また、初登場時は眉毛が太かった。
花輪 和彦（はなわ かずひこ）
お金持ちの家の息子。
英語のテストでは100点を取っており、成績優秀。相変わらずヒデじいが送り迎えをしている。堀こずえに好意を持っている。
西城 秀治（さいじょう ひでじ）
第12話に登場。
愛称「ヒデじい」。放課後に花輪のゲタ箱の中のチョコレートの山を持って帰ってくれと頼まれる。
ラストで永沢のゲタ箱にチョコレートを入れた相手だと彼に勘違いされる（本当は城ヶ崎姫子）。
冬田 美鈴（ふゆた みすず）
城ヶ崎曰く、その容姿の悪さが永沢とお似合いで羨ましいとのこと。本作では1コマ（第10話）しか登場していない。
永沢 太郎
第1話・第13話、4コマ版、「永沢君の詳細」に登場。永沢の弟。作中では「太郎」または「たろう」表記となっている。
家が火事のときはまだ赤ん坊だったが、本作では成長して口が達者になっている。年齢は推定で5才または6才（「ちびまる子ちゃん」時代から6年前後が経過しているため）
兄と同じくタマネギ頭が特徴的で、兄よりは純真な性格らしい。
永沢 ヨシ子
永沢の母。名前は『てんこ盛り!!永沢君』にて判明。第1話から登場。
口うるさい所があるが、息子の成長を感じて「さびしいもんだねぇ」と涙を流す感傷的な一面も見せる。
永沢の幼少期には、夫婦喧嘩で半年間家出する、霊感商法の被害に遭う、文通相手の外国人との密会など、波乱含みの人生を歩んでいる。
永沢 秀夫
永沢の父。名前は『てんこ盛り!!永沢君』にて判明したが、『ちびまる子ちゃん』とは名前の設定が異なる。出番は「永沢君の詳細」がほとんどで、漫画では第1話しか登場していない。タマネギ頭。永沢の幼少期には、家庭内暴力で妻の家出の原因を作ったほか、行きつけのバーのママと不倫もしていた。妻のことは結婚当初は家政婦的な目で見ていたが、永沢出産後の数々の騒動を経て、原因については互いに隠したままではあるものの妻と和解、改めて夫婦として歩むことを誓った。
ビートたけし
実在の芸人。『ちびまる子ちゃん』時代は無名だったが、本作では漫才ブームの中、名を上げている。直接は登場しないが、漫才コンビ「ツービート」として相方のビートきよしと共に作中のテレビ番組に出演している。永沢や藤木は、彼のファンになっている。同じ時間軸である漫画版『ひとりずもう』でも、ももこ（まる子）や彼女の両親がファンになっている。

#### 回想シーンのみ
第8話の火事の記憶の回想シーン（2コマ）のみに登場した人物。
さくら ももこ
『ちびまる子ちゃん』の主人公こと「まる子」だが、本作では回想シーンと、野口の台詞の中でしか登場していない。家が火事になった永沢を励ました。
第2話に、中学校3年生時代の彼女に似た二つ結びの女子が登場するが、別人である。
穂波 たまえ（ほなみ たまえ）
愛称「たまちゃん」。まる子とは仲良し。家が火事になった永沢を励ました。
浜崎 憲孝（はまざき のりたか）
愛称「はまじ」。家が火事になった永沢を励ました。

#### 『永沢君、推し!!』のみ
山根 強（やまね つよし）
『永沢君』本編には登場しないが、『4コマちびまる子ちゃん』の一部が『永沢君、推し!!』に収録されており、その中で数コマ登場している。

### 本作で初出の登場人物
以下の2人は後に『ちびまる子ちゃん』にも小学生キャラとして移入された。
城ヶ崎 姫子（じょうがさき ひめこ）
第10話から登場。
成績優秀で何でもこなせる美少女。ハンサムな父とすてきな母から生まれたお嬢様。
学校のマドンナ的存在であり、花輪や2枚目の男子生徒（木下）とは仲良さげに話してはいるものの、実際は永沢に好意を寄せている。小汚い男に汚されたい願望を持つ、いわゆるマゾヒスト。永沢の前では気の強い女を演じているが、心の奥底では自分と永沢を、愛読する小説の登場人物に見立て、永沢に汚されることを妄想している。その一方でゲヘからは好かれているものの、彼の事は非常に嫌悪しており、永沢の友人である藤木や小杉の事も好きにはなれないという。修学旅行では、永沢と野口が関係を持ったのでは、との疑念から何度も昏倒するなど、意外な精神的脆さも見せた。4コマ版では、愛犬ベスも健在。
永沢への妄執は常軌を逸しており、県でもトップレベルの進学校に行ける成績でありながら、永沢の第1志望校を受験するという行為にまで及んでいる。しかし、当の永沢からは相手にされておらず、永沢は第一志望校を落ちて自分は受かったため、同じ高校には通えなかった。
『ちびまる子ちゃん』本編においては永沢と対立関係にある気の強い女子として登場しているが、その裏で永沢に対しての歪んだ好意を覗かせている。また、藤木に対して笹山共々思いやりを見せたり、嫌いな給食を食べてくれる小杉にチョコレートを渡すなど、藤木や小杉を特に嫌悪している様子はない。永沢曰く、城ヶ崎にお似合いなのは「下品な男」、また藤木に永沢が城ヶ崎が好きになる本命は？と聞かれた際、永沢は「どうせろくでもない奴」と即答している。
野口 笑子（のぐち えみこ）
第15話から登場。
根っからの暗い性格な反面、かなりのお笑い好き。成績はかなり良く、大抵の事はそつなくこなす。英語が堪能。まる子との仲が続いていることになっている。修学旅行以来、不良の平井の行動の馬鹿馬鹿しさが気になって平井のことが気になっているが、野口本人は諦めている様子。
初登場（1994年8月）のときは、クラスの暗い女子でお笑い好きということは語られていなかった。『ちびまる子ちゃん』初登場（1994年11月）の時、まる子が野口はお笑い好きなのではということに気づくが、同時期のこの作品でも永沢が気づく。
ラジオが好きという設定は『ちびまる子ちゃん』と共通であり、修学旅行にもラジオを持ってきて、関西のローカルのラジオを聴いていた。
お笑い好きという共通点からか、最終的に永沢にとって気になる存在になるが野口は不良の平井のことが気になっている。永沢も認めるクラス1の美人の堀こずえと仲が良く堀こずえからは「のぐちん」と呼ばれている。

### 『永沢君』のみの登場人物
堀 こずえ
永沢も認めるほどの清楚な美人。
野口を「のぐちん」とあだ名で呼ぶほど仲が良い。花輪のことが好きだが修学旅行以来、藤木のことが気になっている。藤木にバレンタインにチョコを渡したK・Hの可能性がある。
平井 やすあき
第3話から登場。
リーゼントがトレードマーク。シンナーやタバコ、万引きや飲酒も平気で行い、まだ中学生ながら暴走族にも入隊している。永沢には「本物の不良」として、憧れを抱かれる。
かなり短気で喧嘩っ早く、気に入らない相手に対しては理非を問わず容赦しない。腕っぷしも強く、体重86kgの小杉を数メートル殴り飛ばすほど。一方で、高齢者の手を引き横断歩道を渡るという優しい一面もある。また、藤木がラジオ番組に投稿する予定のギャグを聞いて笑い、素直に褒めた事もある。実は堀こずえが好きだが、野口に好かれている。前述の通りかなりの素行不良であるが、少なくとも後述の4人や藤木よりもテストの点数は高い。
別作品の『コジコジ』では一話だけ登場。アニメ版にも登場している（声 - 森訓久）。卒業後、高校進学せず飲食店に就職した。
倉田
一人前に眼鏡をかけているが、先生に眼鏡はゴミ箱に捨てろと罵倒されるほど頭が悪く暗記も苦手。また、修学旅行の班決めでは永沢、藤木、小杉に対して「4人だから、誰か一人捨てて俺たち（倉田と川口）と組めばいい」と言い放つなど性格も非常に悪く、おまけに小杉よりも何十倍も愚鈍。
川口
倉田とは仲良し。上記の班決めでは永沢たちが決めるのが遅かったことからゲへとカツヤンと組むことにし、その際に「もう君たちには用無しだ」と言い放つなど、倉田に負けないほど頭と性格が悪い。
ゲヘ
いつも「ゲヘゲヘ」と笑うスケベな男。
城ヶ崎のことが好きだが、彼女からは見下されて嫌われている。カツヤンとは仲良し。下品というだけで倉田や川口ほど性悪ではなく、照れ屋の一面もある。4コマ版では、永沢は彼から時々エロ本を借りており（藤木・小杉には、この件は隠している）、このためにゲヘと縁を切れない、ゲヘからの頼みを断れない、などの影響も生じている。
カツヤン
ゲヘの親友。成績は悪いが勘が鋭く、親切で人当りが良い。
単行本には書き下ろし作品『ゲヘとカツヤン』が掲載されていた。上記では「ゲへ以外に友達がいないから親友」とのこと。さくらももこは本作の特集ページ内で、「ゲヘか倉田かカツヤンの中で誰かと結婚しろと言われたら、迷うがカツヤンがいい」と語っている。
平岡くさよ
作中で存在が語られる女子生徒。
吹き出しに1コマだけ登場する。不美人。永沢は藤木にバレンタインデーチョコを送った「K・H」は彼女ではないかと確信しており、小杉もその意見に同意したため、藤木は全く羨まれなかった。
サッちゃん
第13話に登場。永沢のいとこで、同い年の女子。永沢とは別の中学校に通う。
テニス部の主将をしており、日焼けのため色黒で短髪、眼鏡をかけている。永沢は以前彼女に密かに好意を持っていた様子。しかし父親（永沢から見ると叔父）と5年ぶりに永沢家を訪ねた際、永沢の予想と全く違う容姿に変貌していたため、永沢親子はショックを受けた。永沢の弟の太郎曰く「男に似てる」とのこと。
木下君
第10話から登場する2枚目の男子生徒。苗字のみ4コマ版で判明。
城ヶ崎とは、恋人同士ではないが「姫」と呼ぶなど仲は良い。（永沢への）歪んだ恋愛願望を覗かせる彼女を案じている。
ヤッコ
第10話に登場。本名は不明。
城ヶ崎のクラスメイトで、整った顔立ちをした黒髪の女子生徒。漫画版『ひとりずもう』の高校編にも、同じ愛称の女子が名前だけ登場しているが、彼女と同一人物かどうか（ももこ（まる子）達と同じ高校に進学したかどうか）は不明。
天狗メラニー
「永沢君の詳細」に登場（4コマ版では名前のみ登場）。霊媒師を名乗っているが、実態は霊感商法で高額な皿を売りつけている。
4コマ版（永沢が成長した時期）でも霊感商人として健在で、永沢の母には未だトラウマとなっている。
マイケル
「永沢君の詳細」にのみ登場。
永沢の幼少期に、永沢の母がエアメールで文通していた外国人男性。後に来日した際に偶然彼女と出会い、密会するようになる。ヒッピーになりたいという夢を抱いているが、同行を彼女に断られたため関係は終了した。

## 書誌情報

### 小学館発売分
- さくらももこ『永沢君』 小学館〈スピリッツボンバーコミックス〉、単巻
1995年5月1日発売、ISBN 978-4-0917-9122-1
- さくらももこ『永沢君』 小学館〈イッキコミックス〉、単巻
2003年4月30日発売、ISBN 978-4-0918-8342-1
※ボンバーコミックス版の実質再発売。当時、ボンバーコミックス版が入手困難との苦情が多数寄せられており、それに応えたものと作者は説明している[22]。
2013年 - 2020年の間は、電子書籍版も配信された（現在は配信終了）[23]。
- さくらももこ『てんこ盛り!!永沢君』 小学館〈スピリッツボンバーコミックス〉、単巻
2013年5月30日発売、ISBN 978-4-0918-5325-7

### 集英社発売分
2020年8月1日には、電子書籍版も発売された。
- さくらももこ『永沢君』 集英社〈愛蔵版コミックス/MOMOKO BOMBER COMICS〉、単巻
2019年2月25日発売、ISBN 978-4-0879-2041-3
- さくらももこ『永沢君、推し!!』 集英社〈愛蔵版コミックス/MOMOKO BOMBER COMICS〉、単巻
2019年2月25日発売、ISBN 978-4-0879-2042-0

## 実写化
2013年4月1日から9月30日にTBSテレビで実写ドラマかつコメディドラマ化。月曜 - 木曜23時53分 - 23時58分（JST）の5分枠・全101回で放送。同局で放送された『コジコジ』グッズが小道具として紛れている時がある。

### キャスト
- 永沢君 - 劇団ひとり[26]（アニメ場面はアニメ版『ちびまる子ちゃん』同様茶風林が吹き替えている）
- 藤木君 - 金田哲（はんにゃ）
- 小杉君 - 大島美幸（森三中）
- 花輪クン - ウエンツ瑛士
- 野口さん - 箕輪はるか（ハリセンボン） [27]
- 城ヶ崎姫子 - 皆藤愛子
- 平井君 - 佐田正樹（バッドボーイズ）
- ニセ永沢君（森永君） - 森永卓郎[28]
- ゲヘ - 出川哲朗
- カツヤン - 秋山竜次（ロバート）
- 屋形じんぺい[29] - 遠藤憲一
- 松島夢子[29] - 渡辺直美
- 担任の先生 - 古舘寛治[30]

### スタッフ
- 原作 - さくらももこ
- プロデューサー - 植田博樹、中沢晋、前田菜穂
- 監督・脚本 - 木村ひさし、瀧悠輔、沖田修一
- 脚本 - さくらももこ、川邊優子、木村カエラ
- 監督 - 堤幸彦、角田陽一郎、二宮崇

| TBSテレビ 月曜 - 木曜23:53 - 23:58枠                                                            | TBSテレビ 月曜 - 木曜23:53 - 23:58枠 | TBSテレビ 月曜 - 木曜23:53 - 23:58枠 |
| 前番組                                                                                          | 番組名                               | 次番組                               |
| ----------------------------------------------------------------------------------------------- | ------------------------------------ | ------------------------------------ |
| 月-EX-LOUNGE 火-ハッピーエンド 水-進撃のヒーロー 木-有田とマツコと男と女 （以上23:50 - 翌0:20） | 永沢君                               | 番組ナビ                             |